# Деветоавгустовски преврат
Деветоавгустовският преврат е военен преврат в Княжество България от лятото на 1886 година. Превратът е последван от контрапреврат и поредица от политически събития, които водят до абдикацията на княз Александър I Български, както и до тежка политическа криза в страната, продължила повече от година.

## Предпоставки и подготовка
Предпоставка за преврата е прогресивното влошаване на отношенията между Батенберг и руския император Александър III след провала на режима на пълномощията и Съединението на Княжество България и Източна Румелия, извършено без съгласието на Петербург. Недоверието към княза намира отражение и в руската политика спрямо Княжеството. Това дава повод за яростни нападки срещу Батенберг от страна на проруските политически групи (цанковисти и лъжесъединисти), които разглеждат покровителството на Русия като ключово условие за осъществяването на Санстефанска България. Слуховете, че Сърбия готви ново нападение, което България – отслабена материално и финансово от войната през 1885 г. – няма да може да отрази, убеждава част от българските офицери през лятото на 1886 г. в необходимостта от спешно отстраняване на всички пречки за разбирателство с Русия. Допълнителен мотив за недоволството им дава кадровата политика в армията.
Организатори на преврата са началникът на Военното училище майор Петър Груев, заместникът на военния министър, капитан Анастас Бендерев, и още двама офицери от военното министерство – капитаните Радко Димитриев и Георги Вазов. В заговора участва и руският военен аташе в България полковник Сахаров.
В края на юли и първите дни на август, под предлог подготовка срещу сръбска мобилизация, Бендерев урежда разместване на войските около София. Верните на княза войскови части са изпратени по-далеч от столицата – две дружини от 1-ви пехотен полк да строи укрепления край Сливница, а 1-ви кавалерийски полк на учение в Самоков. Посветеният в заговора 1-ви артилерийски полк е оставен в София, а 2-ри (Струмски) пехотен полк е прехвърлен от Кюстендил в Перник.
Превратът се забавя за няколко дни, докато заговорниците използват заплахата от сръбска или руска окупация, за да привлекат на своя страна офицерите от Струмския полк. По същото време Груев преговаря с министър-председателя Каравелов и военния министър Константин Никифоров, които се съгласяват да поискат от княза да абдикира, но изключват участие на армията и искат да се изчака до уреждане на източнорумелийския устав с османците и международен заем.

## Детрониране на княза
В нощта на 8 срещу 9 август части на Струмския полк и юнкери от Военното училище влизат в София, неутрализират останалите в града части и обкръжават княжеския дворец. Александър I е арестуван и принуден да подпише указ, с който се отказва от трона. Още същата сутрин е отведен към Оряхово и оттам с яхтата „Александър I“ по Дунав до руското пристанище Рени.
Организаторите на преврата нямат ясни планове за следващите си стъпки. Те се надяват да съставят правителство, включващо всички политически партии, но се сблъскват с отказа на Каравелов и други водещи политици. Привечер, след консултации с руското външно министерство, е обявен съставът на временно правителство от русофили, начело с митрополит Климент Търновски.
На 10 август повечето от войсковите части в страната полагат клетва за вярност към новото правителство. Още на същия ден обаче се появяват първите сведения, неблагоприятни за детронаторите. Председателят на Народното събрание Стефан Стамболов, който в този момент се намира в Търново, се обявява остро срещу преврата. Майор Никифоров отказва да участва в правителството и настоява да бъде изваден от състава му. Плевенският полк, намиращ се в Ловеч, отказва да признае новото правителство, а в Севлиево либералите провеждат демонстрация срещу преврата. Във Варненския полк офицерите отстраняват командира си, подкрепил преврата.

## Контрапреврат
На 10 август група офицери в Пловдив, начело с командващия Пловдивската бригада подполковник Сава Муткуров, се обявяват срещу преврата. Те получават подкрепата на някои либерали, като Иван Стоянович и Димитър Тончев, както и на британското консулство. Установили контакт с полковете в Пазарджик, Хасково и Стара Загора, те започват да концентрират в Пловдив частите, неприемащи преврата и временното правителство.
На 11 август Стамболов издава от Търново прокламация, с която обявява преврата за незаконен и назначава Муткуров за главнокомандващ на българската армия. По негово нареждане Муткуров изпраща до ръководителите на преврата и до временното правителство ултиматум да се откажат от постовете си до 24 часа под страх от смъртно наказание.
Преди изтичането на поставения срок Груев и началникът на артилерията майор Олимпий Панов се свързват със Стамболов в опит да предотвратят връщането на княза. Преговорите не водят до споразумение, а в нощта на 11 срещу 12 август срещу временното правителство въстава 1-ви пехотен полк в Сливница. Към 12 август привържениците на преврата остават изолирани в София и Шумен, след като командването на бригадата във Видин се отмята от правителството на Климент, а командирът на Сливенската бригада, майор Аврам Гуджев, е арестуван. Същия ден с посредничеството на управляващия руското генерално консулство в София е съставено ново правителство начело с Каравелов. Груев се отказва от главното командване и бяга от столицата заедно с други от детронаторите. Войските, подкрепили преврата (Струмският и 1-ви артилерийски полк), остават още 3 дни на позиции край София срещу 1-ви пехотен полк.

## Връщане и абдикация на княза
Каравеловото правителство получава признание и обещание за сътрудничество от Русия, но не и от водачите на контрапреврата в Търново и Пловдив. Страхувайки се от гражданска война и чужда окупация (като заплаха се разглеждат Русия, Турция и Сърбия), Каравелов и колегите му искат отлагане на решението за възстановяване на Батенберг на престола до свикване на Велико народно събрание, а междувременно страната да се управлява от регентство. Стамболов, който се опасява от диктатура на пловдивските военни, отхвърля това предложение и кани княза (изведен от детронаторите от България и пристигнал в Лемберг, Австро-Унгария) да се завърне в най-кратък срок в страната. На 16 август председателят на Народното събрание издава нова прокламация, в която се обявява за наместник заедно с Петко Славейков и Георги Странски и нарежда на пловдивските войски да завземат София. Последното става на 17 август, след безкръвното оттегляне на войските на преврата и оставката на кабинета Каравелов. Седмица по-късно Струмският и 1-ви артилерийски полк са разоръжени и разформировани в Кюстендил.
Александър Батенберг е посрещнат в България на 17 август, но управлението му трае още само 9 дни. След последен, безуспешен опит за помирение с руския император, на 26 август князът абдикира и напуска окончателно България. Властта е поета от регентство, начело със Стамболов. Въпреки оттеглянето на Батенберг през ноември 1886 г. в отношенията с Русия настъпва окончателен разрив. Офицерите-русофили, емигрирали в Румъния, организират с руска помощ неуспешен бунт през февруари 1887 г. Вътрешнополитическата криза е овладяна след избирането на Фердинанд Сакскобургготски за български княз през юни същата година. Отношенията с Русия са възстановени едва през 1896 г.